# Knut-Olof Falk

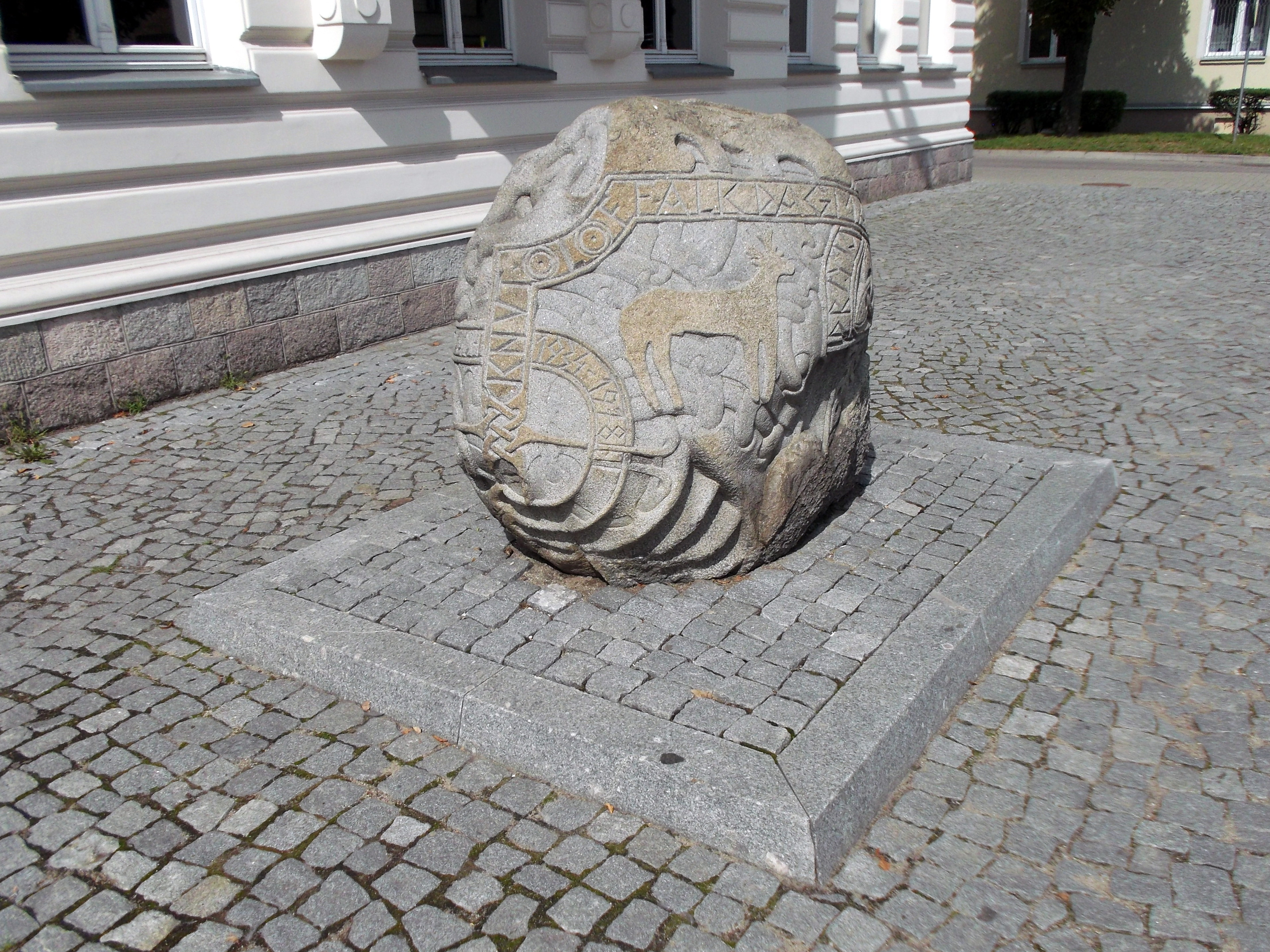
Kamień upamiętniający prof. Falka przy Muzeum Okręgowym w Suwałkach - autor Rafał Strumiłło

Knut-Olof Falk (ur. 19 kwietnia 1906 w Hammar (Gmina Askersund), zm. 30 stycznia 1990 w Lundzie) – szwedzki slawista i bałtysta, profesor Uniwersytetu w Lund.
Otrzymał stopień magisterski na Uniwersytecie w Uppsali w 1929. W latach 1932–1933 wykładał język szwedzki na Uniwersytecie Jagiellońskim w Krakowie ucząc się jednocześnie języka polskiego, a w latach 1935–1937 w Kownie na Litwie. Został doktorem na Uniwersytecie w Uppsala 1941. Jego praca doktorska Wody wigierskie i huciańskie. Studium toponomastyczne zawierała unikalne fotografie materiałów źródłowych, co ocaliło ich przekaz, gdyż zostały zniszczone przez Niemców czasie II wojny światowej. Wydał w Szwecji dwutomową rozprawę pod tym tytułem, co wywołało gwałtowną reakcję hitlerowskiego ministerstwa propagandy i notę protestacyjną do rządu Szwecji.
Specjalizował się w toponomastyce. Szczególnie cenny jest jego wkład w badaniach nad nazwami miejscowymi Suwalszczyzny, wywodzącymi się z języka Jaćwingów, zamieszkujących te tereny w średniowieczu. W latach 30. XX wieku, prowadził na Suwalszczyźnie liczne badania terenowe, pod koniec lat 50. wznowione dzięki staraniom prof. Jerzego Antonowicza, biorąc udział w Kompleksowej Ekspedycji Jaćwieskiej badającej cmentarzysko kurhanowe w Szwajcarii suwalskiej.
Badał również nordyckie nazwy porohów Dniepru opisane w De administrando imperio Konstantyna VII Porfirogeneta.
Był współtwórcą i wieloletnim kierownikiem Instytutu Slawistycznego na Uniwersytecie w Lundzie. W 1966 otrzymał tytuł doktora honoris causa Uniwersytetu im. Adama Mickiewicza w Poznaniu.
W 1945 ożenił się z Dagmar Larsson (1912–2019). Rodowita Szwedka, posługiwała się piękną, literacką polszczyzną; w 2007 całą spuściznę naukową męża i swoją (tzw. Zbiór Falka) przekazała do zbiorów suwalskiego Muzeum Okręgowego, w tym wiele bezcennych materiałów – fotokopii wydawnictw i dokumentów archiwalnych dotyczących Suwałk i Suwalszczyzny zniszczonych podczas wojny. W uznaniu zasług dla kultury i tradycji miasta i regionu otrzymała tytuł „Honorowy Obywatel Miasta Suwałk”. Mieli dwoje dzieci, córkę Kristinę i syna Ragnara.
Został odznaczony Odznaką „Za Zasługi dla Województwa Suwalskiego”. W Suwałkach, przed budynkiem Muzeum Okręgowego, znajduje się pomnik poświęcony prof. Falkowi i jego żonie Dagmar, przypominający skandynawską stellę nagrobną, z literami stylizowanymi na runy. Istnieje również ulica jego imienia.